# 鎌倉ニュージャーマン
株式会社鎌倉ニュージャーマン（かまくらニュージャーマン、Kamakura New German）は、神奈川県鎌倉市に本社を置く洋菓子メーカー。モロゾフの子会社。
本項では、2020年3月まで事業を行い、後に株式会社ヒワハーブへ商号変更された旧社についても記述する。

## 概要
「かまくらカスター」や「鎌倉ロール」を主力商品として、クッキーなどの焼き菓子、生ケーキ、スイートポテトなどの製造・販売を行っている。
1968年11月に創業し、1971年9月に旧社が設立。以降は直営店の他にも百貨店や駅ビルのテナントで店頭販売するとともにスーパー等への卸売りも行い、1993年の工場新設後は百貨店への出店を積極的に行い、最盛期には約30店舗を出店していた。
2001年9月期には約18億3600万円の売上があった。しかし、リーマン・ショック以降は業績が悪化し、店舗の閉鎖を実施したが、それでも業績悪化は止める事は出来ず、2019年9月期の売上も約6億3000万円にまで落ち込んだ他、過去の設備投資に伴う金融債務の増加に伴い、財政状況も悪化していった。
旧社はM&A仲介会社を通じて複数の企業と交渉を行ったものの、いずれの案件も交渉決裂に終わった。そんな中、神戸市東灘区に本社がある同業大手のモロゾフの東京支店長が、2019年年末に大船工房を幹部と一緒に見学し、最終的にモロゾフが支援する事を表明。モロゾフは事業を譲受する新会社として、2020年2月に株式会社鎌倉ニュージャーマン（新社）を設立。新社は同年4月に旧社から全事業を譲受した。新社の本社は鎌倉駅前本館内に置かれる他、新社の社長にはモロゾフ東京支店長が就任した。
新社は、製造設備の更新や、モロゾフから「弱体化している」と指摘されていたラインナップのリニューアルなどの経営施策を行い、観光客の土産物需要に応える他、4年で売上高を10億円台に復帰させるとしている。2020年11月には鎌倉駅前本館をリニューアルし、鎌倉本店として再オープンした。モロゾフの山口信二社長は「本当の意味の再生スタートとなる。これからも鎌倉の風土を大切にしていきたい」とコメントした。
旧社は2021年3月31日に商号を株式会社ヒワハーブへ変更し、同年4月20日に本店所在地を鎌倉市雪ノ下（旧：鎌倉雪ノ下本店の所在地）から東京都大田区へ移転した他、ヒワハーブは同年5月31日に解散を決議。ヒワハーブは2022年2月15日に、東京地方裁判所から特別清算開始決定を受けた。ヒワハーブの負債総額は約5億円。

## 沿革

### 旧：株式会社鎌倉ニュージャーマン→株式会社ヒワハーブ
- 1968年11月20日 - 高野貞夫が洋菓子店ニュージャーマンを創業[7]。
- 1971年9月 - 有限会社鎌倉ニュージャーマンとして法人へ改組[7]。
- 1972年 - 鎌倉市雪ノ下に鎌倉雪ノ下本店が開業[7]。
- 1983年 - 「かまくらカスター」を発売[7]。
- 1993年 - 株式会社鎌倉ニュージャーマンとして法人へ改組[7]。
- 1997年 - 鎌倉駅前本館が開業[7]。
- 2020年3月31日 - 商号を株式会社ヒワハーブへ変更。翌4月1日付でモロゾフが設立した株式会社鎌倉ニュージャーマン（新社）へ事業を譲渡[2]。
- 2021年
  - 4月20日 - 登記上の本店所在地を東京都大田区へ移転。
  - 5月31日 - 株主総会において解散を決議[2]。
- 2022年2月15日 - 東京地方裁判所から特別清算開始決定を受ける[2]。

### 新：株式会社鎌倉ニュージャーマン
- 2020年
  - 2月 - モロゾフが株式会社鎌倉ニュージャーマン（旧社）の事業を譲受する新会社として、株式会社鎌倉ニュージャーマン（新社）を設立。
  - 4月1日 - 鎌倉ニュージャーマン（旧社）の事業を譲受して営業開始。
  - 11月12日 - ブランドをリニューアルすると同時に、鎌倉駅前本館を鎌倉本店としてリニューアル。

## 店舗
- 詳細は店舗案内を参照。